# 284 î.Hr.

## Nașteri
- dată necunoscută: Ctesibius  (d. 221 î.Hr.)